# 母菊属
母菊属（学名：Matricaria）是菊科下的一个属，为一年生或多年生草本植物。该属共有约50种，分布于南非、欧洲和西亚。

## 物种
本属包括以下物种：
- 母菊 Matricaria chamomilla
- Matricaria discoidea
- 同花母菊 Matricaria matricarioides